# 焦特布尔钟楼
26°17′42″N 73°01′27″E / 26.295122°N 73.024044°E

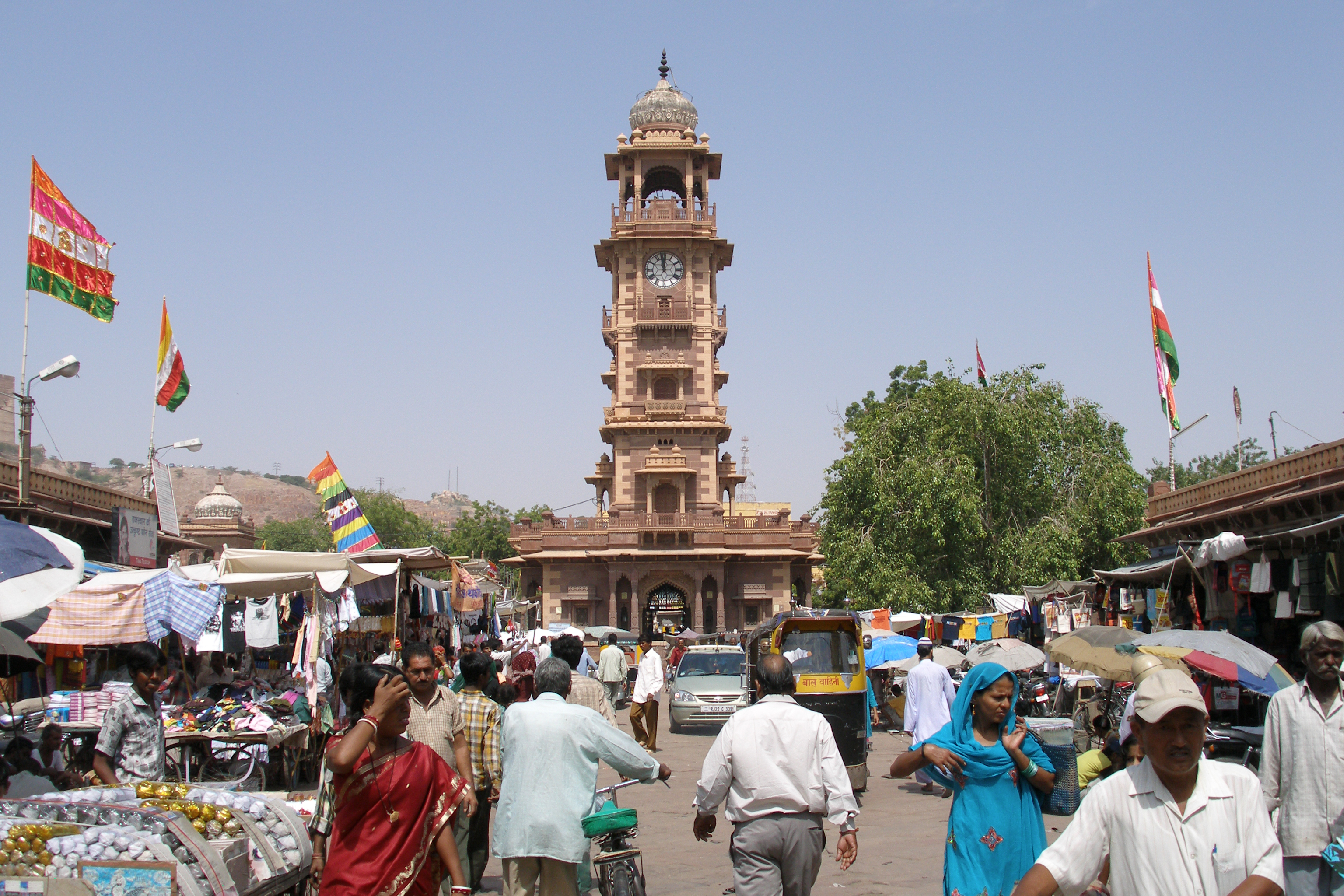
焦特布尔钟楼

焦特布尔钟楼（Ghanta Ghar）是一座钟楼，位于印度拉贾斯坦邦城市焦特布尔喧闹的闹市街头。